# جيسي لوروا براون
جيسي ل. براون اسم الميلاد جيسي لوروا براون تاريخ الميلاد 13 أكتوبر 1926 هاتيسبرج، ميسيسيبي، الولايات المتحدة. الوفاة في 4 كانون الأول / ديسمبر 1950 (عمره 24 عامًا) مكان الدفن كوريا الشمالية الولاء الولايات المتحدة الأمريكية الخدمة / الفرع الولايات المتحدة البحرية سنوات الخدمة 1946-1950 الرتبة الراية رقم الخدمة 504477 الوحدة المقاتلة 32 المعارك / الحروب الحرب الكورية ومعركة خزان تشوسين 

## جوائز التحليق المتميز
كان جيسي لوروا براون (13 أكتوبر 1926 - 4 ديسمبر 1950) ضابطًا بالبحرية الأمريكية. كان أول طيار أمريكي من أصل إفريقي في البحرية الأمريكية، ومتلقى للصليب الطائر المميز، وأول ضابط بحري أمريكي من أصل أفريقي قتل في الحرب الكورية. ولد براون في هاتيسبيرج، بولاية مسيسيبي، لعائلة فقيرة، وكان مهتمًا بشدة بالطائرات منذ صغره. تخرج كحاصمة في مدرسته الثانوية، على الرغم من الفصل العنصري، وحصل في وقت لاحق على درجة من جامعة ولاية أوهايو. جند براون في البحرية الأمريكية في عام 1946، وأصبح خادما. حصل براون على جناحه التجريبي في 21 أكتوبر 1948 وسط موجة من التغطية الصحفية. في يناير من عام 1949، تم تعيينه في قافلة مقاتلة 32 على متن حاملة الطائرات. في بداية الحرب الكورية، أُمر ليتي بالوصول إلى شبه الجزيرة الكورية، وصولًا إلى أكتوبر 1950. حلّق براون، وهو رقيب، 20 مهمة قتالية قبل أن تتعرض طائرته القرصانية F4U إلى النار وتحطمت على قمة جبل في 4 ديسمبر 1950 أثناء دعمه القوات البرية في معركة تشوسين الخزان. توفي براون متأثراً بجراحه على الرغم من جهود رجل الجناح توماس جيه. هودنر الابن، الذي تحطم طائرته الخاصة عن عمد في محاولة إنقاذ، حيث حصل على وسام الشرف. تم إحياء ذكرى نجاحات براون في الجيش الأمريكي المنفصل والمفكك في العديد من الكتب. سميت الفرقاطة يو اس اس جيسي ل. براون (FF-1089) على شرفه. الحياة المبكرة والتعليم ولد براون في 13 أكتوبر 1926 في هاتيسبيرج، ميسيسيبي. كان واحدا من ستة أطفال ولدوا لجوليا ليندسي براون، وهي مدرسة، وجون براون، عامل مستودع بقالة. كان لديه أربعة أشقاء، مارفن، وليام، فليتشر، ولورا، فضلا عن شقيقة أكبر سنا المعروفة باسم جوني. كان أصل براون هو الأمريكيين من أصل أفريقي، وتشيكساو، وشوكتاو. عاشت العائلة في منزل بدون تدفئة مركزية أو سباكة داخلية لذا اعتمدوا على مدفأة للدفء. عندما كان طفلاً، سقط شقيق جيسي، ويليام، في هذا الموقد وأُحرق بشدة. في بداية الكساد العظيم، فقد جون براون وظيفته ونقل العائلة إلى معبر بالمر، على بعد 10 أميال (16 كم) من هاتيسبيرج، حيث كان يعمل في مصنع زيت التربنتين حتى تم تسريحه في عام 1938. ثم انتقل جون براون الأسرة لوكس، ميسيسيبي، ليكون جزءا من مزرعة المزرعة. خلال هذا الوقت، تقاسم جيسي براون سريرًا مع إخوته وحضر مدرسة من غرفة واحدة على بعد 3 أميال (4.8 كم). كان والداه صارمين للغاية بشأن الحضور المدرسي والواجب المدرسي، وسار جيسي براون إلى المدرسة كل يوم. براون أيضا كانوا ملتزمين المعمدانيين وجيسي، وغنت جوليا براون في جوقة الكنيسة..
في أوقات فراغه، عمل براون أيضًا في حقول الحصد الزراعي للذرة والقطن.
عندما كان براون في السادسة من عمره، أخذه والده إلى معرض جوي. اكتسب براون اهتمامًا كبيرًا بالطيران من هذه التجربة، وبعد ذلك، تم جذبه إلى مطار ترابي بالقرب من منزله، والذي كان يزوره كثيرًا على الرغم من أنه طارده ميكانيكي محلي.
في سن الثالثة عشرة، حصل براون على وظيفة كصانع أوراق في صحيفة بيتسبرغ كورير، وهي صحفية سوداء، وازدادت رغبته في ان يصبح طيار أثناء قراءته في الصحف عن الطيارين الأمريكيين من أصل أفريقي في ذلك الوقت بما في ذلك سي ألفريد أندرسون، يوجين جاك بولارد، وبيسي كولمان. كما أصبح قارئًا متحمسًا لشركة الطيران الشعبي، والذي قال لاحقًا إنه قد أثر بشدة على رغبته في الطيران بالطائرات البحرية. في طفولته وصف بأنه «جاد، ذكي، متواضع، وذكي جدا.» في عام 1937، كتب رسالة إلى الرئيس الأمريكي فرانكلين دي روزفلت اشتكى فيها من الظلم من الطيارين الأمريكيين الأفارقة الذين يتم إبعادهم من سلاح الجو الأمريكي، والذي رد عليه البيت الأبيض برسالة قال فيها إنه يقدر وجهة نظر
شاب في زي بحري.
. براون كطالب بحري في جاكسونفيل، فلوريدا في عام 1947
لأن المدارس أقرب إلى عائلته كانت أقل جودة، في عام 1939، عاش براون مع عمته وحضر مدرسة يوريكا الثانوية المنفصلة في هاتيسبيرج. كان عضوًا في فرق كرة السلة وكرة القدم وفرق المضمار والميدان، وكان طالبًا ممتازًا، تخرّج في عام 1944 كحارس تحفيزي. وخلال هذا الوقت، التقى براون بزوجته المستقبلية، ديزي بيرل نيكس.
بعد التخرج، سعى براون للتسجيل في كلية خارج الجنوب. نصح مديره، ناثانييل برغر، بحضوره كلية للسود بالكامل، كما فعل شقيقه مارفن براون، ومع ذلك، انتهى به المطاف بالتسجيل في جامعة ولاية أوهايو حيث كان نموذج دوره في مرحلة الطفولة، جيسي أوينز، قد فعل. وقال برغر لبراون إن سبعة أمريكيين من أصل أفريقي لم يتخرجوا من المدرسة في ذلك العام، لكن براون كان مصمماً على التسجيل، وشعر أنه سيتنافس بشكل جيد مع الطلاب البيض.
أخذ براون العديد من الوظائف الجانبية لتوفير المال للكلية، بما في ذلك طاولات الانتظار في نادي هولمز، وهو صالون لجنود الجيش الأمريكي الأبيض. في هذا المنصب، كان براون في كثير من الأحيان هدفاً للعنف اللاذع والعنصري، لكنه رغم ذلك ثابر، حيث كسب 600 دولار للدفع للجامعة. في خريف عام 1944، أخذ براون قطارًا منعزلاً إلى كولومبوس، أوهايو، وبدأ دراسته في ولاية أوهايو.
انتقل براون إلى دار داخلية في الحرم الجامعي في الحادي عشر في الحي الأسود في المقام الأول من حي الجامعة في كولومبوس، وتخصص في الهندسة المعمارية. حاول براون عدة مرات التقدم بطلب لبرنامج طيران المدرسة، ولكن تم رفضه بسبب جنسيته . وانضم براون إلى فريق المضمار والميدان بالإضافة إلى فريق المصارعة، لكنه سرعان ما تم فصله لأسباب مالية. حصل على وظيفة حارس في متجر لازاروس المحلي ثم تم استئجاره من قبل السكك الحديدية بنسلفانيا لتحميل الشاحنات من الساعة 15:30 إلى منتصف الليل كل يوم.
على الرغم من ذلك، فقد حافظ براون على أعلى الدرجات في فصوله. واجه براون صعوبات مع تفرقة الأكاديميين والمؤسسين في المدينة، ومع ذلك وجد أن معظم زملائه الطلاب كانوا ودودين تجاهه. نادراً ما كان براون يعود إلى ميسيسيبي خلال العام الدراسي، ولكن في الصيف كان يعمل في مغسلة لتنظيف الملابس في هاتيسبيرج للمساعدة في دفع تكاليف دروسه.
خلال سنته الدراسية الثانية في الكلية، تعلم براون عن برنامج التدريب V-5 للطيران التي تجريها البحرية الأمريكية لتكليف طيارين الملاحة البحرية. تم تشغيل هذا البرنامج في 52 كلية، لم تكن أي منها في الغالب كليات سوداء، لذلك كان الطلاب فقط مثل براون، الذين درسوا الكليات المتكاملة، مؤهلين. على الرغم من مقاومة التجنيد فقد نجح براون في امتحانات القبول. تم تجنيده في محمية الولايات المتحدة البحرية في 8 يوليو 1946 وتم قبوله في برنامج الطيران، حيث أصبح ملاحًا بحريًا في البحرية الأمريكية وعضواً في برنامج تدريب ضباط الاحتياط بالبحرية (NROTC). أتاح له راتب شهري قدره 50 دولارًا منه ليترك وظائفه ويعمل على إكمال دراسته في الهندسة المعمارية عام 1947. وفي هذا الوقت، كان (NROTC) هو الطريق الطبيعي للجنة بحرية منظمة، ولكن في عام 1947 كان 14 فقط من أصل أكثر من 5600 طالب من (NROTC) من السود.
في 15 مارس 1947، أبلغ براون محطة جلينفيو البحرية الجوية في غلينفيو، إلينوي، عن تدريب ضابط الطيران البحري. في 15 إبريل إنتهت فترة تجنيده وعاد براون إلى رتبة ضابط بحري، وأصبح الأمريكي الوحيد من أصل أفريقي في البرنامج. على الرغم من أنه توقع العداء، وجد أن الطلاب الآخرين كانوا ودودين ومرحبين بشكل عام. وجد العديد من الطهاة والبوابين السود معادين له ربما ذلك بسبب الغيرة. حصل براون على أول رحلة طيران له على متن طائرة تدريب ''ستيرمان إن 2 اس''. ثلاثة رجال يقفون على سطح السفينة، أحدهم ذراعه مرفوع وأخر يقرأ من ورقة. أصبح
براون مكلف على متن سفينة يو اس اس ليت في عام 1949.
على الرغم من قسوة التدريب الأول، شجع المدرسون براون وأكمل المرحلة الأولى من التدريب، وتم نقله إلى محطة أوتوموا الجوية البحرية في أوتوموا بولاية أيوا، للمرحلة التالية. شمل تدريب أوتوموا تدريبات مكثفة في اللياقة البدنية والتدريب التقني، والتي أكملها براون. بعد ذلك، تم نقله إلى محطة بنساكولا البحرية الجوية في بينساكولا وفلوريدا للتدريب في رحلة الطائرات.
في بنساكولا، تزوج براون ونيكس سرا، حيث لم يُسمح للطلاب العسكريين بالزواج حتى يكتمل تدريبهم ، تحت التهديد بالفصل الفوري. أخذت نيكس غرفة في بينساكولا ، وزار الاثنان بعضهما الآخر في عطلة نهاية الأسبوع. على الرغم من العنصرية الصريحة على الأقل من مدرب واحد وزملاء عدة في هذا المنصب ، أكمل براون التدريب الصارم في أغسطس 1947.
وبحلول يونيو 1948، بدأ براون التدريب على الطائرات التي تعتمد على الحامل ، وأعرب عن أمله في الطيران إما «كورسير إف 4 يو» أو «هيلكات إف 6 إف»، وكلاهما من المقاتلين. وقد تدرب على عمليات الانطلاق والهبوط على متن حاملة الطائرات يو إس إس رايت ، وبعد ذلك تم إرساله إلى جاكسونفيل ، فلوريدا ، للحصول على مؤهلات الطيران النهائية.
لقد أتم تدريبه في 21 امتوبر عام 1948 وحصل على وسام الملاحة البحريه؛ انتشر هذا الإنجاز على نطاق واسع واصبح «براونن» معروف محليا. تحدثت وكاله الانباء عنه واظهرت صورته في مجلة الحياه. كتب الكاتب «ثيودور تيلر» مؤخرا ان من خلال جهود «براون» في ان يصبح طيار، قام بكسر حاجز اللون الذي كان موحوظ منذ فتره كويله ويمنع الملاحة البحريه.
تم ترقيه «براون» الي حامل الراية في الملاحة الامريكيه في 26 أبريل عام 1949. لقد نُقل الي محطه هواء المحيط الهادي في نقطه «كونست» في جزيرة رودس كجزء من صناع اللباد الاطلنطي الأمريكي. إن احداث التمييز والعنصرية التي زادت خطورتها مؤخرا اثناء تدريبه، هدأت عندما أصبح ضابط «كما اخبرنا براون». نُقل براون الي الواجب المؤقت في محطه نورفولك الجويه البحريه في فرچينيا بعد تكليفه. ولدت شقيقته «باميلا اليسا براون» في ديسمبر؛ وفي يناير 1949 نُقل براون الي سرب المقاتلة رقم 32 بالخارج. لقد جمعت الوحدة تدريبات هائله بطول الساحل الشرقي خلال 18 شهر والكثير منهم تمركز في «كونست». إن رؤسائه تعاملوا معه بعدل واحضروا آخرين الي نفس المكانة «كما اخبرنا براون». إن الوحدة تُدرب بصرامه في مناورات الطائرات.
بعد اندلاع الحرب الكوريه اكتسب براون شعبيه ببن الاخرين في سرب المقاتلة كطيار متقن ولديه خبره القيادة للقسم؛ لقد كان محبوب بين اصدقائه والحكام السود وكان يدعم الموظفين الاخرين. إنه لم يكن يتواصل كثيرا مع الاخرين لانه كان يقض معظم وقته مع زوجته عندما تثنى له الوضع بكشف زواجه بعد الترقية.
الحرب الكوريه.
براون في قمرة القيادة (اف.4.يو) للقراصنة الكوريين اواخر عام 1950.
في مساء يونيو عام 1950 قامت 10 فرق من الجيش الكوري الشمالي بغزو واسع النطاق على الدول المجاورة للامه من الحنوب «جمهوريه كوريا». إن القوه مكونه من 89.000 رجل أنتقلت في 6 اعمده، تلحق بالجيش الكوري الجنوبي بشكل مفاحئ في الطريق. يعاني الجيش الكوري من خلل في التنظيم والمعدات وعدم الجاهزية للحرب. قامت قوات كوريا الشماليه المتفوقه عدديا بتدمير المقاومة المكونه من 38.000 ضابط في الامام بكوريا الجنوبيه قبل البدء في الانتقال جنوبا. هناك العديد من القوات الكوريه تراجعت في وجه الغزو. كانت كوريا الشماليه في طريقها الي كوريا الحنوبيه في خلال ساعات لاجبار الحكومة وجيشها المُدمر على التراجع بعيدا عن الجنوب.
صوت مجلس الأمن التابع للامم المتحده بأرسال قوات عسكريه لمنع انهيار كوريا الجنوبيه. قامت الامم المتحده بأرسا قوه المهام رقم 77 التي تُقاد بواسطه صناع اللباد؛ قام البريطانيون بارسال العديد من السُفن تتضمن "HMS" المنتصره للدعم البحري والجوي. بالرغم من ان البحارة قاموا بسد كوريا الشماليه واطلقوا طائرات للتعامل مع القوات في كوريا الشماليه؛ إلا ان هذه الجهود وحدها لن تقف تقدم قوات كوريا الشماليه العملاقه.
هذا وقد طلب رئيس الولايات المتحده هاري ترمان قوات بحريه لإستكمال الدعم الجوي، فجميع الوحدات البحريه كانت متيقظه ومن بينها ليتي. وفي الوقت كانت السفينة في البحر الأبيض المتوسط ولم يتوقع براون أن تصل إلي كوريا ولكن في 8 أغسطس وصلت ناقله إغاثه في المنطقة وتم طلب ليتي إلي كوريا. وشعر القادة أن الطيارين علي الناقله أكثر تدريبا ولذلك كانوا في حاجه إليهم.
أبحرت السفينة من مضيق جبل طارق عبر المحيط الأطلنطي إلي مخيم كوانسيت ثم من قناه بنما إلي سان ديجو، كاليفورنيا، هاواي، وأخيرا اليابان قبل أن تصل إلي كوريا في 8 أكتوبر تقريبا.
والتحقت السفينة بفرقه العمل المعنيه 77 للساحل الشمالي الشرقي لشبه جزيرة كوريا وبجزء من الأسطول السابع الذي يتكون من 17 سفينه وحامله الطائرات (يو إس إس) لبحر الفلبين وأخيرا سفينه ميسوري الحربيه. وأطلق براون 20 مهمه في البلد، هذه المهام تتضمن هجمات علي خطوط الإتصال وتركيز القوات والمنشأت العسكريه حول ونسان وتشونغو وسونجيم وسيناجو.
وبدخول جمهوريه الصين إلي الحرب في نوفمبر اواخر 1950، براون وأسطوله تم إرسالهم إلي شؤون راسزرقار حيث كانت تحارب حمله مكثفه بين الجيش المتطوع الشعبي وقوات إكس الأمريكيه. حوالي 100ألف من القوات الصينية حاصرت 15 ألف من القوات الأمريكيه وقام براون بإرسال عشرات من بعثات الدعم الجوي يوميا لمنع الصينين من اجتياح القوات الأمريكيه .

## وفاته
توماس هندر يعتبر الذراع الأيمن لبراون وقد حصل علي وسام الشرف لمحاوله إنقاذه.
في 4 ديسمبر عام 1960 كان براون جزء من رحله تتكون من 6 طائرات تدعم القوات البحريه والأرضيه للولايات المتحده المحاصرة من القوات الصينية. وفي تمام الساعة الواحده بتوقيت السعودية أقلع براون من ليتي مع قائد الموظفين التنفيذين الملازم الأول ديك سيفولي والملازم جورج هندسون وملازم الدرجة الأولي توماس هندر والذي كان الذراع الأيمن لبراون. أثناء هذه الرحلة أعطي براون إشاره «إيروكوس13» وإنتقلت هذه الرحلة 100 ميل من موقع المهمة إلي شوذن راسزرفار مستغرقه حوالي 35 إلي 40 دقيقه في أجواء شتويه عصيبه. وبدأت الرحلة في البحث عن أهدافها في الجانب الغربي لراسزرفار مقلله ارتفاعها حوالي 700 قدم. لقد كانت المهمة تدمير رحله جويه لمده ثلاث ساعات بالإضافة إلي محاوله إستكشاف القوات الصينية في المنطقة.
وبالرغم من أن الرحلة لم ترصد أي وجود لصيني، أعلن كوينج أن براون يفقد الوقود. إن التلف جاء من احتراق لأذرع صغيره في سلاح المشاة الصيني والذي كان معروف بالتخفي في الجليد لوضع كمين للطائرات المارة عن طريق إطلاق النار في تناغم. وبسبب خساره براون لضغط الوقود والتحكم في الطائرة، أسقط خزانات الوقود الإضافيه والصواريخ وحاول أن يهبط بالطائرة في مكان مغطي بالجليد علي جانب أحد الجبال.
تحطمت طائرة براون في وادي على شكل زبدية في حوالي 40 درجة 36′N 127 ° 06E′. وانفجرت بشدة ودمرت عند الارتطام . في الحادث ، علق براون ساقه ، وخلع خوذته وقفازته في محاولة لتحرير نفسه ، قبل أن يلوح إلى الطيارين الآخرين ، الذين كانوا يحلقون فوق رؤوسه . كان الطيارون الآخرون يعتقدون أنه قد مات في الحادث. كان براون قد هبطت على مقربة من سومونغ - ني ، على بعد 15 ميلاً (24 كم) خلف الخطوط الصينية في 15 درجة فهرنهايت (9 درجات مئوية)، وبدأ الطيارون الآخرون بإذاعة ماي داي إلى أي طائرة نقل ثقيلة في المنطقة كما تم فحص الجبل بحثا عن أي علامة على وجود قوات برية صينية قد تهدد براون. وقد تلقوا إشارة بأن طائرة انقاذ هليكوبترستأتي في أقرب وقت ممكن ، لكن طائرة براون كانت تدخن وبدأ الحريق بالقرب من خزانات الوقود الداخلية. وقبل أن يصبح واضحا أن براون قدأصيب بجروح خطيرة ، حاول هودنر دون جدوى إنقاذ براون من خلال إذاعة تعليماته بالهروب من طائرته المتضررة. ثم اهبط هودنز طائرته عن قصد وركض إلى جانب براون وحاول ان يخرجه من الحطام. في حين ساءت حالة براون بعد دقيقة ، حاول هودنرعبثا لإخماد نيران الطائرات باستخدام الثلج ولسحب براون من الطائرة. في ألم كبير ، بدأ براون في الانزلاق والخروج من الوعي. وصلت طائرة هليكوبتر انقاذ حوالي الساعة 15:00. ولم يتمكن قائدها ، الملازم تشارلز وارد ، وهودنر ، من إطفاء حريق المحرك باستخدام طفاية حريق ، وحاولوا دون جدوى تحرير براون بفأس لمدة 45 دقيقة. حتى أنهم نظروا ، بناء على طلب براون ، ببتر ساقه المحاصرين. فقدت براون وعيها بعد ذلك بقليل. وكانت آخر كلماته المعروفة لهودنر هي «أخبر ديزي أنني أحبها». أُجبرت المروحية التي لم تكن قادرة على العمل في الظلام على العودة إلى القاعدة عند حلول الظلام مع هودنر ، مخلفة وراءها براون. ويعتقد أن براون قد توفي بعد فترة وجيزة من إصاباته والتعرض للبرد الشديد. لم تهدد القوات الصينية الموقع ، ويرجع ذلك على الأرجح إلى وجود جو كثيف في وحدة كلا من براون وهودنر.
توسل هودنر إلى رؤسائه للسماح له بالعودة إلى الحطام للمساعدة في انتزاع براون ، لكنه لم يُسمح له بذلك ، حيث خشي ضباط آخرون من كمين المروحيات الضعيفة مما أدى إلى وقوع إصابات. لمنع الجسم والطائرة من الوقوع في أيدي الصينيين أو كوريا الشمالية ، قصفت البحرية الأمريكية الطائرة بالنابالم بعد يومين ، حيث ورد أن الطيارين كانوا يقرأون صلاة الرب على الراديو بينما كانوا يشاهدون جثة براون تستهلكها النيران. لاحظ الطيارون أن جثة براون لا تزال عالقة في الطائرة ، لكن ملابسه كانت قد اختفت. لم يتم العثور على بقايا كل من براون والطائرة. كان براون أول ضابط أمريكي من أصل أفريقي يقتل في الحرب.
ميراث «مات في حطام طائرته بشجاعة والكرامة التي لا يسبر غورها. لقد ضحى بحياته طواعية لتمزيق الحواجز التي تقف امام حرية الآخرين.»
—هوندر ، يتحدث عن براون 17 فبراير 1973، في التكليف من يو اس اس جيسي ل. براون
ولأفعاله في كوريا قبل وفاته ، فلقد حصل براون على وسام الصليب المتميز ، وميدالية القلب الأرجواني ، وميدالية الطيران. بالنسبة لمحاولة الإنقاذ الفاشلة، الي جانب حصول هودنر على وسام الشرف ، وهو أعلى جائزة قيمة قدمها الجيش الأمريكي.
وذكّره زملاؤه في صحيفة على مستوى السفن بأنه «جندي مسيحي ، رجل نبيل ، زميل في السفينة ، وصديق ... شجاعته وإيمانه ... تشرق مثل منارة ليراها الجميع». ومع انتشار كلمة موته ، ألهم براون العديد من الأميركيين الأفارقة الآخرين ليصبحوا طيارين ، ولا سيما مبعوث البحار فرانك إي بيترسن. سيصبح بيترسن أول طيار من سلاح البحرية الأمريكية الإفريقية وأول فيلق بحري أمريكي من أصل أفريقي ، وقد تخرج من برنامج التدريب على الطيران البحري في عام 1952 وتقاعد من الجيش بعد 38 عامًا في عام 1988 برتبة ملازم أول.
في 17 فبراير 1973، قامت البحرية بتفويض فرقاطة نوكس جيسي ليروي براون (اف اف 1089)، وهي ثالث سفينة أمريكية تم تكريمها على شرف أمريكي من أصل أفريقي. حضر حفل التكليف في بوسطن ، ماساتشوستس ، كان ديزي براون ثورن (الذي تزوج ثانية)، باميلا براون ، وهودنر ، الذي أعطى تفانيًا. وقد تم إيقاف تشغيل السفينة في 27 يوليو 1994 وإعادة تسمية دمياط بعد أن تم تكليفه بالبحرية المصرية.
في يوليو 2013، زار هودنر بيونغ يانغ في محاولة لاستعادة رفات براون من موقع التحطم. وقد أبلغته السلطات الكورية الشمالية بالعودة في سبتمبر / أيلول عندما يكون الطقس أكثر قابلية للتنبؤ به.
السيرة الذاتية
في عام 1998، كتب ثيودور تايلور سيرة ذاتية بعنوان «رحلة جيسي ليروي براون»، وأجرى مقابلة مع معارف براون وبإشارة إلى رسائله الشخصية. في عام 2015، كان براون موضوع السيرة الذاتية التفاني: قصة ملحمية للبطولة والصداقة والتضحية ، من قبل آدم ماكوس.

## الجوائز والديكورات
- شارة طيار البحرية
- شارة الطيران المميز
- ميدالية جوية
- القلب الأرجواني
- شريط العمل القتالي
- ميدالية الخدمة الوطنية
- ميدالية الخدمة الكورية
- وسام الرئاسة الكورية
- ميدالية الأمم المتحدة لكوريا
- ميدالية خدمة الحرب الكورية

## الإستشهاد بطيرانه المتميز
يفتخر رئيس الولايات المتحدة الأمريكية بتقديم رمز الطائر المتميز (بعد وفاته) إلى الراهب جيسي ليروي براون (0-504477)، البحرية الأمريكية ، للبطولة في رحلة جوية كطيار طائرة مقاتلة في سرب مقاتلات اثنان وثلاثون (في اف 32)، تعلق على ليتي يو اس اس (سي في 32). في هجمات معادية على قوات كورية شمالية معادية. والمشاركة في 20 ضربة على المنشآت العسكرية للعدو ، خطوط الاتصالات ، مرافق النقل ، وتركيز قوات العدو في مواجهة المخاطر الجسيمة ، في خزان تشوسين، تاكشون، مانب ين، لينتشونج، كاسان، ونسان، تشونجين، كيلشو، وسنانجو خلال الفترة من 12 أكتوبر إلى 4 ديسمبر 1950. وبفضل الكفاءة الشجاعة والتجاهل التام لسلامته الشخصية ، قام إنسني براون ، بينما كان يدعم القوات الصديقة في منطقة خزان تشوسين ، بالضغط على العديد من الهجمات المنزلية التي دمرت تركيز قوات العدو الذي يتحرك لمهاجمة قواتنا.فكانت هذه الهجمات عدوانية جدا ، في مواجهة نيران مضادة لطائرات العدو ، التي أدت في النهاية إلى تدمير طائرة إنسيني براون بنيران مضادة للطائرات. كان اخلاصه الباسل في الخدمة يتماشى مع أعلى تقاليد الخدمة البحرية للولايات المتحدة